# Ivan Prćić Gospodar
Ivan Prćić Gospodar (Subotica, 19. rujna 1901. – 9. prosinca 1988.) je bački hrvatski kulturni radnik i književnik. Pisao je drame i poeziju. Radio je kao učitelj. Rodom je iz Tavankuta.
Bio je voditelj dramske sekcije HKPD Matija Gubec Tavankut, čiji je bio i osnivač. U radu s dramskom sekcijom je najviše radio s djecom i programe za djecu (dramatiziranje bajki).
Značajan je kao jedan od suosnivača Likovne kolonije u Tavankutu. Kad su Ludvig Laslo, Lajčo Evetović, Lajoš Đurči, Žarko Rafajlović i Stipan Šabić odlučili osnovati tu koloniju, Prćić Gospodar im se pridružio tog 17. rujna 1961. u Tavankutu, u OŠ Matija Gubec, gdje je osnovana kolonija.
Svojim djelima je ušao u antologiju poezije bunjevačkih Hrvata iz 1971., sastavljača Geze Kikića, u izdanju Matice hrvatske.
Njegovim pjesmama se bavio i Tomislav Žigmanov, prigodom obilježavanja stote obljetnice rođenja Ivana Prćića Gospodara.

## Djela
- Zrnca biserja, zbirka pjesama, 1981.
- Zrnca biserja i sedefa iverja, zbirka pjesama, 1988.

## Vanjske poveznice
- Zvonik Ivan Prćić Gospodar, kulturni radnik i pjesnik, broj: 08(82), Subotica, kolovoza 2001.
- Antologija poezije bunjevačkih Hrvata  Arhivirana inačica izvorne stranice od 17. travnja 2008. (Wayback Machine)
- HKPD "Matija Gubec" Tavankut  Arhivirana inačica izvorne stranice od 15. prosinca 2007. (Wayback Machine) Dramska sekcija